# Єнбецький сільський округ (Жалагаський район)
Єнбе́цький сільський округ (каз. Еңбек ауылдық округі, рос. Енбекский сельский округ) — адміністративна одиниця у складі Жалагаського району Кизилординської області Казахстану. Адміністративний центр та єдиний населений пункт — село Єнбек.
Населення — 1470 осіб (2021; 1979 у 2009, 1994 у 1999, 1757 у 1989).
Станом на 1989 рік існувала Аккошкарська сільська рада (село Аккошкар).